# КК Партизан сезона 2011/12.
КК Партизан сезона 2011/12. обухвата све резултате и остале информације везане за наступ Партизана у сезони 2011/12. и то у следећим такмичењима: Евролига, Јадранска лига, Суперлига Србије и Куп Радивоја Кораћа.

## Промене у саставу

### Дошли
| Датум               | Играч             | Претходни клуб        | Напомене                         |
| ------------------- | ----------------- | --------------------- | -------------------------------- |
| 27. април 2011.     | Ненад Миљеновић   | ФМП                   | четворогодишњи уговор            |
| 14. јул 2011.       | Марко Чакаревић   | Раднички Крагујевац   | трогодишњи уговор                |
| 29. јул 2011.       | Ејси Ло           | Голден Стејт вориорси | једногодишњи уговор              |
| 16. август 2011.    | Никола Пековић    | Минесота тимбервулвси | уговор током трајања НБА локаута |
| 6. септембар 2011.  | Мирослав Радуљица | Анадолу Ефес          | једногодишња позајмица           |
| 21. септембар 2011. | Данило Анђушић    | Хемофарм              | четворогодишњи уговор            |
| 18. октобар 2011.   | Милан Мачван      | Макаби Тел Авив       | једногодишња позајмица           |
| 29. децембар 2011.  | Иван Маринковић   | Црвена звезда         | четворогодишњи уговор            |
| 4. јануар 2012.     | Давис Бертанс     | Унион Олимпија        | троипогодишњи уговор             |
| 7. фебруар 2012.    | Доминик Џејмс     | Арис                  | уговор до краја сезоне           |

### Отишли
| јун 2011.                    | Јан Весели          | Вашингтон визардси    | —                                         |
| 17. јун 2011.                | Нејтан Џавај        | УНИКС Казањ           | —                                         |
| 20. јун 2011.                | Џејмс Гист          | Фенербахче Улкер      | —                                         |
| 27. јун 2011.                | Кертис Џерелс       | Фенербахче Улкер      | —                                         |
| септембар 2011.              | Александар Митровић | Металац               | —                                         |
| Одласци играча у току сезоне |                     |                       |                                           |
| децембар 2011.               | Никола Пековић      | Минесота тимбервулвси | напустио клуб након завршетка НБА локаута |
| 3. јануар 2012.              | Ејси Ло             | Олимпијакос           | —                                         |
| Играчи упућени на позајмице  |                     |                       |                                           |
| децембар 2011.               | Ненад Миљеновић     | Мега Визура           | позајмљен до краја сезоне                 |
| јануар 2012.                 | Никола Пешаковић    | Борац Чачак           | позајмљен до краја сезоне                 |
| март 2012.                   | Немања Јарамаз      | Мега Визура           | позајмљен до краја сезоне                 |

## Играчи
Сви играчи који су наступали за клуб у сезони 2011/12.
| Број   | Број   | Позиција      | Име                 | Националност              | Напомене                                                                                                |
| ------ | ------ | ------------- | ------------------- | ------------------------- | --- |
| 5      | 5      | плејмејкер    | Ејси Ло             | Сједињене Америчке Државе | Није се вратио након новогодишњих празника из САД, након чега у јануару 2012. долази до раскида уговора |
| 7      | 7      | бек           | Душан Кецман        | Србија                    | |
| 8      | 8      | центар        | Мирослав Радуљица   | Србија                    | |
| 9      | 9      | плејмејкер    | Ненад Миљеновић     | Србија                    | Наступио на само једном мечу, након чега је у децембру 2011. позајмљен Мега Визури                      |
| 10     | 10     | бек           | Немања Јарамаз      | Србија                    | У марту 2012. позајмљен Мега Визури                                                                     |
| 11     | 11     | крило         | Владимир Лучић      | Србија                    | |
| 12     | 12     | бек           | Драган Милосављевић | Србија                    | |
| 13     | 13     | бек           | Богдан Богдановић   | Србија                    | |
| 14     | 14     | центар        | Рашко Катић         | Србија                    | |
| 18     | 18     | центар        | Немања Бешовић      | Србија                    | |
| 20     | 20     | плејмејкер    | Петар Божић         | Србија                    | Капитен                                                                                                 |
| 21     | 21     | крилни центар | Иван Маринковић     | Србија                    | Одиграо само један меч, и то током Суперлиге Србије                                                     |
| 22     | 22     | бек / крило   | Марко Чакаревић     | Србија                    | |
| 23     | 23     | плејмејкер    | Доминик Џејмс       | Сједињене Америчке Државе | Потписао уговор у фебруару 2012, као замена за Ејси Лоа                                                 |
| 25     | 25     | крилни центар | Милан Мачван        | Србија                    | |
| 31     | 31     | крилни центар | Бранислав Ђекић     | Србија                    | |
| 33     | 33     | бек           | Данило Анђушић      | Србија                    | |
| 41     | 41     | центар        | Никола Пековић      | Црна Гора                 | Играо током НБА локаута 2011.                                                                           |
| 44     | 44     | крило         | Давис Бертанс       | Летонија                  | Потписао уговор у јануару 2012.                                                                         |
| Тренер | Тренер | Тренер        | Владе Јовановић     | Србија                    | |

## Јадранска лига
Партизан је у регуларном делу Јадранске лиге забележио 19 победа и седам пораза, што му је донело треће место и пласман на фајнал-фор у Нокија арени у Тел Авиву. У полуфиналној утакмици фајнал-фора, Партизан је поражен од Цедевите резултатом 68:56.

### Табела
|    | Team               | Игр. | Поб. | Изг. | П+   | П-   | П+/- | Бод |
| -- | ------------------ | ---- | ---- | ---- | ---- | ---- | ---- | --- |
| 1  | Макаби Електра     | 26   | 24   | 2    | 2140 | 1741 | +399 | 50  |
| 2  | Цедевита           | 26   | 19   | 7    | 2193 | 1927 | +266 | 45  |
| 3  | Партизан mt:s      | 26   | 19   | 7    | 2035 | 1806 | +229 | 45  |
| 4  | Будућност ВОЛИ     | 26   | 18   | 8    | 1884 | 1761 | +123 | 44  |
| 5  | Широки ТТ кабели   | 26   | 15   | 11   | 1960 | 1881 | +79  | 41  |
| 6  | Унион Олимпија     | 26   | 14   | 12   | 1941 | 1984 | −43  | 40  |
| 7  | Цибона             | 26   | 13   | 13   | 2099 | 2068 | +31  | 39  |
| 8  | Раднички           | 26   | 12   | 14   | 2106 | 2124 | −18  | 38  |
| 9  | Загреб КО          | 26   | 12   | 14   | 2007 | 2118 | −111 | 38  |
| 10 | Црвена звезда ДИВА | 26   | 11   | 15   | 2074 | 2091 | −17  | 37  |
| 11 | Крка               | 26   | 9    | 17   | 1893 | 1988 | −95  | 35  |
| 12 | Хемофарм ШТАДА     | 26   | 7    | 19   | 1868 | 2076 | −208 | 33  |
| 13 | Хелиос             | 26   | 7    | 19   | 1863 | 2134 | −271 | 33  |
| 14 | Златорог           | 26   | 2    | 24   | 1688 | 2052 | −364 | 28  |

Легенда

### Фајнал-фор
Завршни турнир четворице у сезони 2011/12. је одржан од 28. до 30. априла 2012. у Нокија арени у Тел Авиву. На завршном турниру су учествовали Макаби Електра из Израела, Будућност ВОЛИ из Црне Горе, Партизан mt:s из Србије и Цедевита из Хрватске.

#### Полуфинале
| 28. 4. 2012. 17:45 | Извештај | Цедевита                                                 | 68 : 56 | Партизан mt:s                     | Нокија арена, Тел Авив Гледаоци: 2,000 Судије: Сашо Пукл (СЛО), Матеј Болтаузер (СЛО), Здравко Рутешић (ЦГ) |  |
| 28. 4. 2012. 17:45 | Извештај | Четвртине: 14-15, 20-17, 17-14, 17-10                    |         |                                   | Нокија арена, Тел Авив Гледаоци: 2,000 Судије: Сашо Пукл (СЛО), Матеј Болтаузер (СЛО), Здравко Рутешић (ЦГ) |  |
| 28. 4. 2012. 17:45 | Извештај | Поени: Овенс 18 Скокови: 3 играча 5 Асистенције: Ворен 3 |         | Радуљица 15 Радуљица 7 3 играча 2 | Нокија арена, Тел Авив Гледаоци: 2,000 Судије: Сашо Пукл (СЛО), Матеј Болтаузер (СЛО), Здравко Рутешић (ЦГ) |  |

## Евролига
Партизан је у Евролиги елиминисан већ у првој фази такмичења, након што је заузео пето место у својој групи. Црно-бели су на 10 утакмица забележили четири победе и шест пораза, а исти учинак је имао и четвртопласирани Милано који је прошао даље због бољег резултата у међусобним дуелима.

### Прва фаза „Топ 24“ - Група Ц
Партизан mt:s је на жребу 4. јула 2011. из трећег шешира сврстан у групу Д.
|    | Екипа              | Игр. | Поб. | Изг. | П+  | П-  | П+/- | Тај-брек |
| -- | ------------------ | ---- | ---- | ---- | --- | --- | ---- | -------- |
| 1. | Реал Мадрид        | 10   | 8    | 2    | 879 | 773 | +106 |          |
| 2. | Макаби Електра     | 10   | 7    | 3    | 790 | 732 | +58  |          |
| 3. | Анадолу Ефес       | 10   | 5    | 5    | 721 | 751 | -30  |          |
| 4. | ЕА7 Емпорио Армани | 10   | 4    | 6    | 738 | 734 | +4   | 1-1 (+2) |
| 5. | Партизан mt:s      | 10   | 4    | 6    | 739 | 774 | -35  | 1-1 (-2) |
| 6. | Спироу баскет      | 10   | 2    | 8    | 729 | 832 | -103 |          |

| 20. 10. 2011. 19:00 Извештај |                                                             | Партизан mt:s | 73 : 84                       | Анадолу Ефес | Хала Пионир, Београд Гледаоци: 7 350 |  |
| 20. 10. 2011. 19:00 Извештај | Четвртине: 28-27, 17-21, 6-20, 22-16                        |               |                               |              | Хала Пионир, Београд Гледаоци: 7 350 |  |
| 20. 10. 2011. 19:00 Извештај | Поени: Пековић 21 Скокови: Мачван 7 Асистенције: 3 играча 3 |               | Кинси 18 3 играча 4 Тунчери 6 |              | Хала Пионир, Београд Гледаоци: 7 350 |  |

| 27. 10. 2011. 20:45 Извештај |                                                             | Макаби Електра | 70 : 66                                | Партизан mt:s | Нокија арена, Тел Авив Гледаоци: 11 000 |  |
| 27. 10. 2011. 20:45 Извештај | Четвртине: 19-12, 22-17, 15-11, 14-26                       |                |                                        |               | Нокија арена, Тел Авив Гледаоци: 11 000 |  |
| 27. 10. 2011. 20:45 Извештај | Поени: Папалукас 13 Скокови: Фармар 6 Асистенције: Фармар 6 |                | Мачван, Милосављевић 14 Пековић 8 Ло 4 |               | Нокија арена, Тел Авив Гледаоци: 11 000 |  |

| 3. 11. 2011. 20:45 Извештај |                                                  | Партизан mt:s | 91 : 81                     | Спироу баскет | Хала Пионир, Београд Гледаоци: 7 200 |  |
| 3. 11. 2011. 20:45 Извештај | Четвртине: 22-17, 30-27, 21-26, 18-11            |               |                             |               | Хала Пионир, Београд Гледаоци: 7 200 |  |
| 3. 11. 2011. 20:45 Извештај | Поени: Ло 26 Скокови: Мачван 6 Асистенције: Ло 7 |               | Малет 19 Малет 9 Хамилтон 7 |               | Хала Пионир, Београд Гледаоци: 7 200 |  |

| 10. 11. 2011. 20:45 Извештај |                                                        | Партизан mt:s | 80 : 79                 | Реал Мадрид | Хала Пионир, Београд Гледаоци: 7 500 |  |
| 10. 11. 2011. 20:45 Извештај | Четвртине: 22-16, 23-24, 12-21, 23-18                  |               |                         |             | Хала Пионир, Београд Гледаоци: 7 500 |  |
| 10. 11. 2011. 20:45 Извештај | Поени: Пековић 20 Скокови: Мачван 12 Асистенције: Ло 5 |               | Керол 21 Суарез 6 Љуљ 5 |             | Хала Пионир, Београд Гледаоци: 7 500 |  |

| 17. 11. 2011. 20:45 Извештај |                                                          | ЕА7 Емпорио Армани | 65 : 69                  | Партизан mt:s | Медиоланум Форум, Милано Гледаоци: 4 000 |  |
| 17. 11. 2011. 20:45 Извештај | Четвртине: 12-14, 19-5, 25-20, 9-30                      |                    |                          |               | Медиоланум Форум, Милано Гледаоци: 4 000 |  |
| 17. 11. 2011. 20:45 Извештај | Поени: Галинари 14 Скокови: Херстон 6 Асистенције: Кук 4 |                    | Мачван 18 Мачван 11 Ло 3 |               | Медиоланум Форум, Милано Гледаоци: 4 000 |  |

| 23. 11. 2011. 18:30 Извештај |                                                             | Анадолу Ефес | 67 : 58                                  | Партизан mt:s | Синан Ердем Дом, Истанбул Гледаоци: 11 200 |  |
| 23. 11. 2011. 18:30 Извештај | Четвртине: 15-17, 15-11, 19-8, 18-22                        |              |                                          |               | Синан Ердем Дом, Истанбул Гледаоци: 11 200 |  |
| 23. 11. 2011. 18:30 Извештај | Поени: Вујачић 21 Скокови: Иљасова 7 Асистенције: Тунчери 8 |              | Мачван 15 Чакаревић 6 Ло, Милосављевић 3 |               | Синан Ердем Дом, Истанбул Гледаоци: 11 200 |  |

| 1. 12. 2011. 20:45 Извештај |                                                                           | Партизан mt:s | 74 : 71                                      | Макаби Електра | Хала Пионир, Београд Гледаоци: 8 000 |  |
| 1. 12. 2011. 20:45 Извештај | Четвртине: 24-17, 15-20, 15-11, 20-23                                     |               |                                              |                | Хала Пионир, Београд Гледаоци: 8 000 |  |
| 1. 12. 2011. 20:45 Извештај | Поени: Мачван 22 Скокови: Мачван, Чакаревић 8 Асистенције: Лучић, Божић 4 |               | Смит 12 Смит, Схорцанитис 5 Охајон, Фармар 3 |                | Хала Пионир, Београд Гледаоци: 8 000 |  |

| 8. 12. 2011. 20:30 Извештај |                                                     | Спироу баскет | 84 : 79                  | Партизан mt:s | Спироудом, Шарлроа Гледаоци: 5 000 |  |
| 8. 12. 2011. 20:30 Извештај | Четвртине: 13-18, 24-20, 32-23, 15-18               |               |                          |               | Спироудом, Шарлроа Гледаоци: 5 000 |  |
| 8. 12. 2011. 20:30 Извештај | Поени: Малет 22 Скокови: Грин 7 Асистенције: Велш 4 |               | Ло 22 Мачван 12 Кецман 3 |               | Спироудом, Шарлроа Гледаоци: 5 000 |  |

| 14. 12. 2011. 20:45 Извештај |                                                            | Реал Мадрид | 101 : 83                                | Партизан mt:s | Каха Магика, Мадрид Гледаоци: 6 237 |  |
| 14. 12. 2011. 20:45 Извештај | Четвртине: 27-15, 25-22, 24-19, 25-27                      |             |                                         |               | Каха Магика, Мадрид Гледаоци: 6 237 |  |
| 14. 12. 2011. 20:45 Извештај | Поени: Керол 22 Скокови: Миротић 8 Асистенције: Родригез 8 |             | Мачван 16 Радуљица, Мачван 4 4 играча 3 |               | Каха Магика, Мадрид Гледаоци: 6 237 |  |

| 22. 12. 2011. 20:45 Извештај |                                                             | Партизан mt:s | 66 : 72                   | ЕА7 Емпорио Армани | Хала Пионир, Београд Гледаоци: 7 500 |  |
| 22. 12. 2011. 20:45 Извештај | Четвртине: 18-14, 18-15, 14-22, 16-21                       |               |                           |                    | Хала Пионир, Београд Гледаоци: 7 500 |  |
| 22. 12. 2011. 20:45 Извештај | Поени: Милосављевић 14 Скокови: Мачван 11 Асистенције: Ло 5 |               | Херстон 18 Фоцис 12 Кук 6 |                    | Хала Пионир, Београд Гледаоци: 7 500 |  |

## Куп Радивоја Кораћа
Куп Радивоја Кораћа је 2012. године одржан по шести пут као национални кошаркашки куп Србије. Домаћин завршног турнира био је Ниш у периоду од 16. до 19. фебруара 2012, а сви мечеви су одиграни у Спортском центру Чаир.
Партизан је 13. пут заредом освојио Куп. У четвртфиналу је елиминисана Мега Визура, у полуфиналу Раднички из Крагујевца, док је у финалној утакмици савладана Црвена звезда резултатом 64:51.

### Четвртфинале
| 16. 2. 2012. 18:00 | Извештај | Партизан mt:s                                                        | 98 : 69 | Мега Визура                                         | Спортски центар Чаир, Ниш Гледаоци: 3.400 Судије: Александар Глишић, Милан Мажић, Славимир Штосовић |  |
| 16. 2. 2012. 18:00 | Извештај | Четвртине: 16-20, 24-14, 29-18, 29-17                                |         |                                                     | Спортски центар Чаир, Ниш Гледаоци: 3.400 Судије: Александар Глишић, Милан Мажић, Славимир Штосовић |  |
| 16. 2. 2012. 18:00 | Извештај | Поени: Радуљица 16 Скокови: Чакаревић 9 Асистенције: Кецман, Џејмс 6 |         | Миљеновић 19 Јокић, Луковић, Чантекин 4 Миљеновић 5 | Спортски центар Чаир, Ниш Гледаоци: 3.400 Судије: Александар Глишић, Милан Мажић, Славимир Штосовић |  |

### Полуфинале
| 18. 2. 2012. 18:00 | Извештај | Партизан mt:s                                          | 96 : 75 | Раднички Крагујевац                                                   | Спортски центар Чаир, Ниш Гледаоци: 4.200 Судије: Марко Јурас, Миливоје Јовчић, Бранислав Мрдак |  |
| 18. 2. 2012. 18:00 | Извештај | Четвртине: 19-25, 23-18, 25-11, 29-21                  |         |                                                                       | Спортски центар Чаир, Ниш Гледаоци: 4.200 Судије: Марко Јурас, Миливоје Јовчић, Бранислав Мрдак |  |
| 18. 2. 2012. 18:00 | Извештај | Поени: Џејмс 17 Скокови: Катић 11 Асистенције: Џејмс 5 |         | Павковић, Сајмон, Синовец 14 Бирчевић, Синовец 4 Марковић, Павковић 3 | Спортски центар Чаир, Ниш Гледаоци: 4.200 Судије: Марко Јурас, Миливоје Јовчић, Бранислав Мрдак |  |

### Финале
| 19. 2. 2012. 20:30 | Извештај | Партизан mt:s                                                | 64 : 51 | Црвена звезда ДИВА                              | Спортски центар Чаир, Ниш Гледаоци: 4.400 Судије: Илија Белошевић, Милија Војиновић, Драган Нешковић |  |
| 19. 2. 2012. 20:30 | Извештај | Четвртине: 17-14, 15-13, 15-15, 17-9                         |         |                                                 | Спортски центар Чаир, Ниш Гледаоци: 4.400 Судије: Илија Белошевић, Милија Војиновић, Драган Нешковић |  |
| 19. 2. 2012. 20:30 | Извештај | Поени: Лучић 11 Скокови: Чакаревић 8 Асистенције: 3 играча 2 |         | Илић, Б. Поповић, Томас 12 Томас 6 Б. Поповић 3 | Спортски центар Чаир, Ниш Гледаоци: 4.400 Судије: Илија Белошевић, Милија Војиновић, Драган Нешковић |  |

| Освајач Купа Радивоја Кораћа 2012. |
| ---------------------------------- |
| Партизан 5. титула.                |

## Суперлига Србије
Партизан је регуларни део такмичења у Суперлиги Србије завршио на првом месту са 12 победа и два пораза. У полуфиналу плејофа црно-бели су били бољи од Војводине Србијагас, док је у финалној серији савладана Црвена звезда.

### Табела
|   | Тим                 | Игр. | Поб. | Изг. | П+   | П-   | П+/- | Бод |
| - | ------------------- | ---- | ---- | ---- | ---- | ---- | ---- | --- |
| 1 | Партизан mt:s       | 14   | 12   | 2    | 1196 | 976  | +220 | 26  |
| 2 | Раднички Крагујевац | 14   | 10   | 4    | 1170 | 1134 | +36  | 24  |
| 3 | Црвена звезда ДИВА  | 14   | 9    | 5    | 1137 | 1050 | +87  | 23  |
| 4 | Војводина Србијагас | 14   | 7    | 7    | 1158 | 1148 | +10  | 21  |
| 5 | Раднички ФМП        | 14   | 5    | 9    | 1076 | 1154 | -78  | 19  |
| 6 | Мега Визура         | 14   | 5    | 9    | 1185 | 1242 | -57  | 19  |
| 7 | БКК Раднички        | 14   | 4    | 10   | 1111 | 1197 | -86  | 18  |
| 8 | Хемофарм ШТАДА      | 14   | 4    | 10   | 1103 | 1235 | -132 | 18  |

Легенда:

### Разигравање за титулу

#### Полуфинале
| 27. 5. 2012. 19:00 | Извештај | Партизан mt:s                                                                  | 77 : 67 | Војводина Србијагас                | Хала Пионир, Београд Гледаоци: 4.000 Судије: Миливоје Јовчић, Бранислав Мрдак, Александар Глишић |  |
| 27. 5. 2012. 19:00 | Извештај | Четвртине: 18-13, 26-14, 18-18, 15-22                                          |         |                                    | Хала Пионир, Београд Гледаоци: 4.000 Судије: Миливоје Јовчић, Бранислав Мрдак, Александар Глишић |  |
| 27. 5. 2012. 19:00 | Извештај | Поени: Анђушић 12 Скокови: Радуљица, Мачван 8 Асистенције: Радуљица, Анђушић 4 |         | Милошевић 13 Стојачић 6 Марковић 3 | Хала Пионир, Београд Гледаоци: 4.000 Судије: Миливоје Јовчић, Бранислав Мрдак, Александар Глишић |  |

| 29. 5. 2012. 20:00 | Извештај | Војводина Србијагас                                                        | 81 : 87 | Партизан mt:s                     | СПЕНС, Нови Сад Гледаоци: 1.400 Судије: Драган Нешковић, Владимир Јевтовић, Марко Пецељ |  |
| 29. 5. 2012. 20:00 | Извештај | Четвртине: 25-20, 19-17, 17-20, 20-30                                      |         |                                   | СПЕНС, Нови Сад Гледаоци: 1.400 Судије: Драган Нешковић, Владимир Јевтовић, Марко Пецељ |  |
| 29. 5. 2012. 20:00 | Извештај | Поени: Дунђерски, Марковић 14 Скокови: 3 играча 3 Асистенције: Дунђерски 5 |         | Мачван 17 Милосављевић 7 Мачван 4 | СПЕНС, Нови Сад Гледаоци: 1.400 Судије: Драган Нешковић, Владимир Јевтовић, Марко Пецељ |  |

#### Финале
| 5. 6. 2012. 20:00 | Извештај | Партизан mt:s                                                         | 92 : 83 | Црвена звезда ДИВА                   | Хала Пионир, Београд Гледаоци: 6.000 Судије: Милија Војиновић, Драган Нешковић, Владимир Јевтовић |  |
| 5. 6. 2012. 20:00 | Извештај | Четвртине: 23-14, 22-21, 19-28, 28-20                                 |         |                                      | Хала Пионир, Београд Гледаоци: 6.000 Судије: Милија Војиновић, Драган Нешковић, Владимир Јевтовић |  |
| 5. 6. 2012. 20:00 | Извештај | Поени: Милосављевић 18 Скокови: Мачван 9 Асистенције: Џејмс, Мачван 5 |         | Томас 21 Илић 10 Б. Поповић, Томас 3 | Хала Пионир, Београд Гледаоци: 6.000 Судије: Милија Војиновић, Драган Нешковић, Владимир Јевтовић |  |

| 8. 6. 2012. 20:00 | Извештај | Црвена звезда ДИВА                                                | 68 : 56 | Партизан mt:s                   | Хала Пионир, Београд Гледаоци: 6.000 Судије: Миливоје Јовчић, Урош Обркнежевић, Бранислав Мрдак |  |
| 8. 6. 2012. 20:00 | Извештај | Четвртине: 21-15, 21-13, 14-20, 12-8                              |         |                                 | Хала Пионир, Београд Гледаоци: 6.000 Судије: Миливоје Јовчић, Урош Обркнежевић, Бранислав Мрдак |  |
| 8. 6. 2012. 20:00 | Извештај | Поени: Томас 18 Скокови: Илић 8 Асистенције: Радивојевић, Томас 2 |         | Радуљица 17 Радуљица 7 Мачван 3 | Хала Пионир, Београд Гледаоци: 6.000 Судије: Миливоје Јовчић, Урош Обркнежевић, Бранислав Мрдак |  |

| 12. 6. 2012. 20:00 | Извештај | Партизан mt:s                                         | 78 : 72 | Црвена звезда ДИВА                    | Хала Пионир, Београд Гледаоци: 7.000 Судије: Илија Белошевић, Марко Јурас, Саша Маричић |  |
| 12. 6. 2012. 20:00 | Извештај | Четвртине: 18-16, 29-21, 15-11, 16-24                 |         |                                       | Хала Пионир, Београд Гледаоци: 7.000 Судије: Илија Белошевић, Марко Јурас, Саша Маричић |  |
| 12. 6. 2012. 20:00 | Извештај | Поени: Лучић 19 Скокови: Лучић 6 Асистенције: Лучић 4 |         | Б. Поповић 14 Илић, Суботић 5 Човић 3 | Хала Пионир, Београд Гледаоци: 7.000 Судије: Илија Белошевић, Марко Јурас, Саша Маричић |  |

| 15. 6. 2012. 20:00 | Извештај | Црвена звезда ДИВА                                         | 82 : 86 | Партизан mt:s              | Дворана Железник, Београд Гледаоци: 3.000 Судије: Војиновић Милија, Драган Нешковић, Владимир Јевтовић |  |
| 15. 6. 2012. 20:00 | Извештај | Четвртине: 21-28, 21-20, 18-17, 22-21                      |         |                            | Дворана Железник, Београд Гледаоци: 3.000 Судије: Војиновић Милија, Драган Нешковић, Владимир Јевтовић |  |
| 15. 6. 2012. 20:00 | Извештај | Поени: Томас 23 Скокови: Лешић 5 Асистенције: Б. Поповић 6 |         | Мачван 19 Мачван 8 Џејмс 7 | Дворана Железник, Београд Гледаоци: 3.000 Судије: Војиновић Милија, Драган Нешковић, Владимир Јевтовић |  |

| Првак Суперлиге Србије у кошарци 2011/12. |
| ----------------------------------------- |
| Партизан 6. титула.                       |

## Појединачне награде
- Најкориснији играч кола Евролиге 2011/12:
  -  Милан Мачван (7. коло, индекс 25)[27]
- Најкориснији играч финала Купа Радивоја Кораћа 2012:
  -  Данило Анђушић[28]
- Најкориснији играч кола Јадранске лиге 2011/12:
  -  Никола Пековић (3. коло, индекс 34)[29]
  -  Мирослав Радуљица (15. коло, индекс 47)[30]
  -  Милан Мачван (26. коло, индекс 34)
- Најкориснији играч кола Суперлиге Србије 2012:
  -  Мирослав Радуљица (2. коло, индекс 28)[31]
  -  Милан Мачван (10. коло, индекс 27)
  -  Мирослав Радуљица (13. коло, индекс 32)